# The Urgency
The Urgency é uma banda americana de rock alternativo formada em Long Island, Nova York e Vermont. A maioria dos membros cresceu em South Burlington, Vermont, mas se mudaram para o Brooklyn, Long Island para formar a banda.

## Integrantes
- Tyler Gurwicz - vocal
- Ian Molla - guitarra
- Kevin Coffrin - baixo
- Guerin Blask - bateria
- Ryan Siegel - guitarra

## Discografia
- 2008 - The Urgency EP
- 2009 - The Urgency

### Singles
- 2009 - "Fingertips"
- 2009 - "Move You"